# Мальяно-ін-Тоскана
Мальяно-ін-Тоскана (італ. Magliano in Toscana) — муніципалітет в Італії, у регіоні Тоскана,  провінція Гроссето.
Мальяно-ін-Тоскана розташоване на відстані близько 130 км на північний захід від Рима, 135 км на південь від Флоренції, 25 км на південний схід від Гроссето.
Населення — 3643 особи (2014).

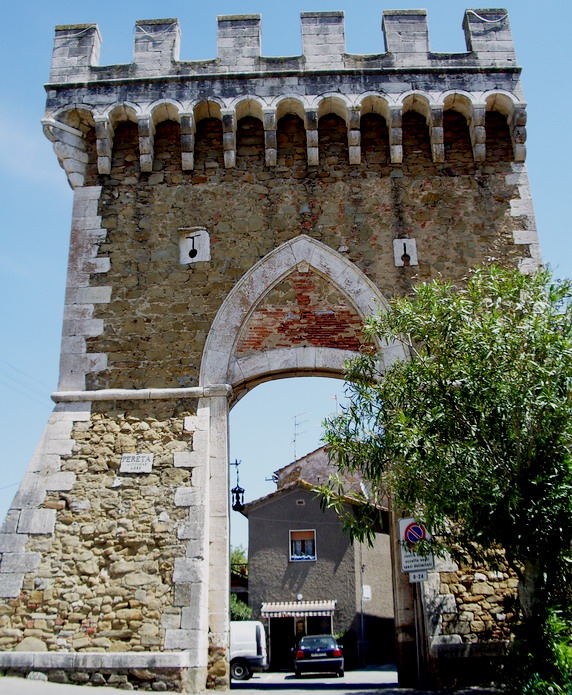
La porta lungo le Mura di Pereta

Щорічний фестиваль відбувається 25 березня. Покровитель — Santissima Annunziata.

## Демографія
Населення за роками:

Станом на 1 січня 2023 року в муніципалітеті офіційно проживало 248 іноземців з 34 країн, серед них 95 громадян країн Євросоюзу та 7 громадян України.

## Сусідні муніципалітети
- Гроссето
- Манчіано
- Орбетелло
- Скансано